# Jamajka na Zimowych Igrzyskach Olimpijskich 1998
Jamajkę na Zimowych Igrzyskach Olimpijskich 1998 reprezentowało sześciu zawodników, którzy wystartowali w konkurencjach bobslejowych.
Był to czwarty start Jamajki na zimowych igrzyskach olimpijskich.

## Bobsleje
| Osada | Zawodnicy                                            | Konkurencja | Ślizg 1 | Ślizg 1 | Ślizg 2 | Ślizg 2 | Ślizg 3 | Ślizg 3 | Suma    | Suma    |
| Osada | Zawodnicy                                            | Konkurencja | Czas    | Miejsce | Czas    | Miejsce | Czas    | Miejsce | Czas    | Miejsce |
| ----- | ---------------------------------------------------- | ----------- | ------- | ------- | ------- | ------- | ------- | ------- | ------- | ------- |
| JAM-1 | Dudley Stokes Winston Watt Chris Stokes Wayne Thomas | Czwórki     | 54,41   | 21      | 54,55   | 22      | 54,80   | 21      | 2:43,76 | 21      |

| Osada | Zawodnicy                   | Konkurencja | Ślizg 1 | Ślizg 1 | Ślizg 2 | Ślizg 2 | Ślizg 3 | Ślizg 3 | Ślizg 4 | Ślizg 4 | Suma    | Suma    |
| Osada | Zawodnicy                   | Konkurencja | Czas    | Miejsce | Czas    | Miejsce | Czas    | Miejsce | Czas    | Miejsce | Czas    | Miejsce |
| ----- | --------------------------- | ----------- | ------- | ------- | ------- | ------- | ------- | ------- | ------- | ------- | ------- | ------- |
| JAM-1 | Devon Harris Michael Morgan | Dwójki      | 56,56   | 30      | 56,52   | 30      | 56,36   | 30      | 56,30   | 29      | 3:45,74 | 29      |